# Micrurus elegans
Micrurus elegans е вид змия от семейство Elapidae.

## Разпространение
Видът е разпространен в Гватемала и Мексико.